# Filip Raičević
Filip Raičević (en montenegrino: Филип Раичевић; Podgorica, Yugoslavia; 2 de julio de 1993) es un futbolista montenegrino. Juega de delantero en el Bassano de la Serie D italiana. Es internacional absoluto por la selección de Montenegro desde 2016.

## Trayectoria
Formado en las inferiores del FK Partizan, OFK Petrovac y el RRFC Montegnée, Raičević comenzó su carrera como senior en Italia en 2014 en clubes del ascenso.

## Selección nacional
Debutó en la selección de Montenegro en marzo de 2016 ante Grecia por un encuentro amistoso.

## Clubes
| Club                     | País    | Año           |
| ------------------------ | ------- | ------------- |
| Lucchese                 | Italia  | 2014-2015     |
| Vicenza                  | Italia  | 2015-2017     |
| Bari (préstamo)          | Italia  | 2017          |
| Bari                     | Italia  | 2017-2018     |
| Pro Vercelli (préstamo)  | Italia  | 2017-2018     |
| Livorno                  | Italia  | 2018-2021     |
| Śląsk Wrocław (préstamo) | Polonia | 2020          |
| Ternana (préstamo)       | Italia  | 2020-2021     |
| Piacenza                 | Italia  | 2021-2022     |
| Taranto                  | Italia  | 2022-2023     |
| Bassano                  | Italia  | 2023-presente |